# Isoperla grammatica
Isoperla grammatica és una espècie de plecòpter pertanyent a la família dels perlòdids present a Euràsia: Andorra, Àustria, els estats bàltics, Bèlgica, Bulgària, Txèquia, Eslovàquia, Dinamarca, Finlàndia, França, Alemanya, la Gran Bretanya (incloent-hi les Hèbrides Exteriors), Grècia, Hongria, Irlanda, els Països Baixos, Noruega, Rússia, Polònia, Portugal, Romania, l'Estat espanyol (incloent-hi el País Valencià i Catalunya), Suècia Suïssa, Ucraïna, el Caucas, l'Iran i els territoris de l'antiga República Federal Socialista de Iugoslàvia.
En el seu estadi immadur és aquàtic i viu a l'aigua dolça, mentre que com a adult és terrestre i volador (des de l'abril fins a l'agost).